# Kutlibeg
Kutlibeg (macedónul: Кутлибег) település Észak-Macedóniában, a Északkeleti körzetben, Kumanovo községben.

## Népesség
| Lakosok száma | 131  | 143  | 149  | 132  | 54   | 16   | 27   | 13   | 2    |
|               | 1948 | 1953 | 1961 | 1971 | 1981 | 1991 | 1994 | 2002 | 2021 |

- 2002-ben 13 lakosa volt, akik mindannyian macedónok.